# تشاتاهوتشي
تشاتاهوتشي (بالإنجليزية: Chattahoochee)‏ هي مدينة أمريكية تقع في ولاية فلوريدا. تبلغ مساحة هذه المدينة 14.6 (كم²)،ويبلغ عدد سكانها 3287 نسمة حسب إحصاء سنة 2010 م 3287.تشير إحصاءات سنة 2000م بأن الكثافة السكانية في هذه المدينة تقدر بـ(225.1) نسمة/كم2 

## أعلام
- روجر بيلي